# قهرمانلوي عليا
قهرمانلوي عليا هي قرية في مقاطعة أرومية، إيران. يقدر عدد سكانها بـ 195 نسمة بحسب إحصاء 2016.